# Rocinela modesta
Rocinela modesta är en kräftdjursart som beskrevs av Hansen 1897. Rocinela modesta ingår i släktet Rocinela och familjen Aegidae. Inga underarter finns listade i Catalogue of Life.